# Shadows (film 2020)
Shadows è un film del 2020 diretto da Carlo Lavagna. 
Si tratta di una pellicola di genere thriller di produzione italo-irlandese. Il film è stato girato in lingua inglese e successivamente doppiato per il mercato italiano.

## Trama
Alma e Alex sono due ragazze adolescenti che vivono insieme alla loro madre in un albergo abbandonato e circondato dalla natura più selvaggia. La donna ha cresciuto le due ragazze insegnando loro che il resto dell'umanità è scomparsa e che dovranno cavarsela da sole loro tre per sempre. La donna insegna loro i poteri delle piante curative e stabilisce delle rigide regole che non possono essere infrante, tra cui quella di non uscire mai all'aperto di giorno: secondo la donna il sole potrebbe ucciderle. In un primo momento tra di loro c'è un equilibrio, ma man mano che le due ragazze vanno avanti nell'adolescenza iniziano a percepire in maniera diversa i limiti imposti dalla madre e ad interrogarsi su quella che era la civiltà umana, nonché sulla loro sessualità dal momento che Alma inizia ad avere le mestruazioni.
Le due ragazze si introducono di nascosto in un magazzino a cui la madre vuole avere l'accesso esclusivo: qui trovano tanti oggetti a loro completamente nuovi, tra cui un telefono e una rivista pornografica da cui apprendono per la prima volta qualcosa sul corpo maschile. Man mano che passano i giorni Alex inizia ad essere sempre più insofferente alla madre, litigando così anche con Alma che è invece più docile nei confronti della genitrice. Quest'ultima continua inoltre a portare avanti molte abitudini che aveva da bambina, fra cui quella di scrivere messaggi con lo scopo di intercettare altri umani ancora in vita, mentre Alex vorrebbe affrontare tutto con un approccio più adulto e cercare in prima persona un contatto con altre persone. Le divergenze fra le due ragazze acuiscono gli incubi di cui Alma già soffre. Un giorno, al mattino, Alma è inoltre convinta che Alex sia andata via mentre invece la ragazza è ancora lì: Alma esce dunque di casa di giorno, scatenando l'ira della madre.
Nei giorni successivi, Alex convince Alma che la madre non è più affidabile e la sprona a cercare di lanciare un "messaggio nella bottiglia" nel fiume nero, temuto corso d'acqua da cui la madre vuole tenerle lontane. La donna le intercetta e le rinchiude a chiave nella loro stanza per punizione: inizialmente le ragazze litigano fra di loro, ma quando dopo giorni la porta resta chiusa si coalizzano e riescono ad uscire. Le due finiscono per esplorare l'intera tenuta, scoprendo molte comodità che la madre aveva tenuto loro nascoste. Adirate, le ragazze scappano via: dopo un po' Alma si pente e vorrebbe tornare a casa, scatenando dunque l'ennesimo litigio con la sorella, che scappa via. Spaventata, Alma finisce per avere una brutta caduta e svenire: sua madre la ritrova e la conduce a casa, iniziando a sottoporla a una cura a causa di una contusione al piede. Passano i giorni, Alma continua a sottoporsi alla cura e a sentirsi sempre stanca, e inspiegabilmente la madre si rifiuta di parlare di Alex. Quando la madre inizia a fare discorsi più repressivi, negando per la prima volta la possibilità dell'esistenza di altri esseri umani, Alma inizia a pensare che stia effettivamente accadendo qualcosa di strano.
Quando la ragazza prova a scambiare la propria tazza di tè con quella della madre, quest'ultima piomba in un sonno profondo che dà modo ad Alma di esplorare il mondo esterno di giorno: in questo modo si rende conto definitivamente che nulla di ciò che le ha raccontato sua madre è vero. Al risveglio della donna Alma la affronta per poi decidere di andare via: ne nasce una lotta furibonda al termine della quale la ragazza riesce a fuggire nel bosco. La madre la insegue ma, proprio quando sta per prenderla, cade rovinosamente in una buca e muore infilzata. Appena prima di morire, la donna indirizza Alma verso un sentiero che le rivelerà la verità: qui ritrova Alex, che la salva da un annegamento certo e sembra sapere esattamente cosa è accaduto. Le due ragazze si ritrovano davanti a un'auto abbandonata: qui Alma ricorda di un incidente avvenuto mentre lei era in quella macchina, di essere stata rapita da una donna che in realtà non era sua madre, di aver di conseguenza creato l'alter ego Alex per vincere la solitudine: Alex in realtà non è mai esistita. Realizzato ciò, Alma si ritrova da sola ad affrontare una società che non ha mai avuto modo di conoscere.

## Accoglienza
Paola Casella di MYmovies.it assegna 3,5 stelle su 5 al film affermando: "Si sente che Lavagna ha "bagnato i panni" nei fiumi d'oltremanica, perché ha aggiunto asciuttezza e rigore alla messa in scena e alle caratterizzazioni che altrimenti avrebbero rischiato il didascalismo e la recitazione sopra le righe di molto cinema italiano recente". Anche ComingSoon gli assegna 3,5 stelle su 5. Lorenzo Ciovani della Rivista del cinematografo afferma: "Capace di montare la tensione in modo molto perspicace e di trasmettere una sensazione di pericolo, Shadows non è un film rivoluzionario ma è un oggetto originale e ponderato che conferma una certa tendenza del cinema italiano ad aprirsi al di là dai perimetri domestici".